# Armorial des communes de la Nièvre
Cette page dresse les armoiries (figures et blasonnements) des communes du département de la Nièvre disposant d'un blason. Les communes disposant d'un blason héraldiquement fautif (armes à enquerre) sont incluses, mais celles ne disposant pas d'un blason, et celles utilisant un pseudo-blason (dessins d'amateur ressemblant vaguement à un blason, mais ne respectant aucune règle de construction héraldique), en sont volontairement exclues. leur statut est mentionné à la fin de chaque initiale.

Blason de la Nièvre : Bandé d'or et d'azur, à la bordure engrelée de gueules.
Blason des comtes de Nevers : D'azur billeté d'or, au lion du même armé et lampassé de gueules, brochant.
Blason de Bourgogne ancien : Bandé d'or et d'azur, à la bordure de gueules.

- Haut – A
- B
- C
- D
- E
- F
- G
- H
- I
- J
- K
- L
- M
- N
- O
- P
- Q
- R
- S
- T
- U
- V
- W
- X
- Y
- Z

2 dessin(s) en attente (voir : MP)

## A
| Blason de Annay | Blason  | Coupé ondé de gueules et d'azur, à sept épis de blé tigés, empoignés et liés d'or brochants . |
| Blason de Annay | Détails | Le statut officiel du blason reste à déterminer.                                              |

| Blason de Anthien | Blason  | D'azur à la fasce bretessée d'or accompagnée en chef d'un cerf passant du même et en pointe d'un gril d'argent, la poignée en bas. |
| Blason de Anthien | Détails | Le statut officiel du blason reste à déterminer.                                                                                   |

| Blason de Armes | Blason  | De gueules à deux épées basses d'argent garnies d'or, posées en chevron renversé et accompagnées au point du chef d'une rose d'or. |
| Blason de Armes | Détails | Armes parlantes. (épées) Le statut officiel du blason reste à déterminer.                                                          |

| Blason de Arquian | Blason  | De sable à un rais d'escarboucle pommeté d'or.   |
| Blason de Arquian | Détails | Le statut officiel du blason reste à déterminer. |

| Blason de Asnan | Blason  | D'or à un âne arrêté de gueules, le museau d'argent et les sabots de sable ; au chef d'azur chargé de trois coquilles d'argent. |
| Blason de Asnan | Détails | Armes parlantes. Le statut officiel du blason reste à déterminer.                                                               |

Pas d'information pour les communes suivantes : Achun, Alligny-Cosne, Alligny-en-Morvan, Alluy, Amazy, Anlezy, Arbourse, Arleuf, Arthel, Arzembouy, Asnois (Nièvre), Aunay-en-Bazois, Authiou, Avrée, Avril-sur-Loire, Azy-le-Vif
- Haut – A
- B
- C
- D
- E
- F
- G
- H
- I
- J
- K
- L
- M
- N
- O
- P
- Q
- R
- S
- T
- U
- V
- W
- X
- Y
- Z

## B
| Blason de Beaumont-la-Ferrière | Blason  | D'or à la terrasse de sinople, un chêne arraché du même englanté du champ brochant sur le tout. |
| Blason de Beaumont-la-Ferrière | Détails | Le statut officiel du blason reste à déterminer.                                                |

| Blason de Beuvron | Blason  | D'azur à deux barres ondées abaissées d'argent, accompagnées au premier quartier d'une croisette ancrée d'or ; au franc-quartier senestre de gueules chargé de deux clés d'or passées en sautoir. |
| Blason de Beuvron | Détails | Le statut officiel du blason reste à déterminer. |

| Blason de Brèves | Blason  | Écartelé : aux 1er et 4e d'argent plain, aux 2e et 3e échiqueté de sable et d'argent. |
| Blason de Brèves | Détails | Présent sur la façade de la mairie.                                                   |

| Blason de Brinon-sur-Beuvron | Blason  | D'azur au chevron d'or, au chef ondé du même.    |
| Blason de Brinon-sur-Beuvron | Détails | Le statut officiel du blason reste à déterminer. |

Pas d'information pour les communes suivantes : Bazoches, Bazolles, Béard, Beaulieu (Nièvre), Beaumont-Sardolles, Biches, Billy-Chevannes, Billy-sur-Oisy, Bitry (Nièvre), Blismes, Bona (Nièvre), Bouhy, Brassy (Nièvre), Breugnon, Brinay (Nièvre), Bulcy, Bussy-la-Pesle (Nièvre)
- Haut – A
- B
- C
- D
- E
- F
- G
- H
- I
- J
- K
- L
- M
- N
- O
- P
- Q
- R
- S
- T
- U
- V
- W
- X
- Y
- Z

## C
| Blason de Cercy-la-Tour | Blason  | Palé d’argent et d’azur au croissant de gueules brochant sur le tout. |
| Blason de Cercy-la-Tour | Détails | Le statut officiel du blason reste à déterminer.                      |

| Blason de Challuy | Blason  | De sinople à un sabot d'argent garni d'or, sommant une champagne fascée ondée d'azur et d'argent et surmonté de l'inscription "Challuy" en lettres cursives d'argent; au chef cousu d'azur chargé, à dextre, d'une gerbe d'or et, à senestre, d'une vache du même, accornée, onglée, colletée et clarinée d'azur. |
| Blason de Challuy | Détails | Différences entre dessin et blasonnement : nombre de fasce de la champagne. * Ces armes emploient le terme « cousu » dans le seul but de contrevenir à la règle de contrariété des couleurs : elles sont fautives : azur sur sinople et or sur argent. Le statut officiel du blason reste à déterminer.           |

| Blason de Champvoux | Blason  | D'azur à trois rencontres de béliers d'argent accornés d'or. |
| Blason de Champvoux | Détails | Le statut officiel du blason reste à déterminer.             |

| Blason de Chapelle-Saint-André (La) | Blason  | Écartelé : Aux 1er et 4e bandé d'or et d'azur, au 2e parti de gueules et d'argent, au sautoir d'or brochant ; au 3e parti d'argent et de gueules, à une enclume de sable sommée d'un marteau du même, les deux pièces brochantes ; le tout enfermé dans une bordure réduite componée d'argent et de gueules. |
| Blason de Chapelle-Saint-André (La) | Détails | Adopté le 24 septembre 2016. |

| Blason de Charité-sur-Loire (La) | Blason  | D'azur à trois tours d'argent ouvertes, ajourées et maçonnées de sable, rangées en fasce et surmontées de trois fleurs de lys d'or rangées en chef, les tours posées sur une terrasse échiquetée d'argent et de gueules. |
| Blason de Charité-sur-Loire (La) | Détails | Antérieur à 1213. L'Armorial de France donne cependant une version alternative, l'échiqueté d'or au lieu d'argent. Le statut officiel du blason reste à déterminer.                                                      |

| Blason de Château-Chinon | Blason  | D'azur à un chêne au naturel sur une terrasse d'or. |
| Blason de Château-Chinon | Détails | Le statut officiel du blason reste à déterminer.    |

| Blason de Châtillon-en-Bazois | Blason  | Losangé d'or et d'azur.                                                                                          |
| Blason de Châtillon-en-Bazois | Détails | Appartient à la famille de Châtillon, seigneurs de cet endroit. Le statut officiel du blason reste à déterminer. |

| Blason de Ciez | Blason  | D'azur à cinq épis de blé tigés et feuillés d'or en bouquet avec un bleuet, un coquelicot et une marguerite, les trois au naturel brochant sur les tiges de blé, le tout lié d'argent et surmonté de l'inscription du même « CIEZ », ordonnée en arc de cercle. |
| Blason de Ciez | Détails | Le statut officiel du blason reste à déterminer. |

| Blason de Clamecy | Blason  | D'azur semé de billettes d'or au lion du même, armé et lampassé de gueules, brochant sur le tout.             |
| Blason de Clamecy | Détails | Affranchie en 1213 par le comte de Nevers Hervé IV de Donzy. Le statut officiel du blason reste à déterminer. |

| Blason de Corancy | Blason  | De gueules au bâton en barre cousu* de sable accompagné en chef d'un arbre arraché d'or et, en pointe, d'une hure de sanglier cousue* aussi de sable, défendue et allumée d'argent.                         |
| Blason de Corancy | Détails | * Ces armes emploient le terme « cousu » dans le seul but de contrevenir à la règle de contrariété des couleurs : elles sont fautives : sable sur gueules. Le statut officiel du blason reste à déterminer. |

| Blason de Corbigny | Blason  | D'azur à trois corbeilles d'or.                                                       |
| Blason de Corbigny | Détails | Affranchie en 1228. Armes parlantes. Le statut officiel du blason reste à déterminer. |

| Blason de Corvol-d'Embernard | Blason  | De gueules à la croix ancrée d'or cantonnée en chef de deux étoiles d'argent. |
| Blason de Corvol-d'Embernard | Détails | Le statut officiel du blason reste à déterminer.                              |

| Blason de Corvol-l'Orgueilleux | Blason  | De gueules à la croix ancrée d'or cantonnée en chef de deux étoiles d'argent. |
| Blason de Corvol-l'Orgueilleux | Détails | Le statut officiel du blason reste à déterminer.                              |

| Blason de Cosne-Cours-sur-Loire | Blason  | D'azur à trois merlettes d'argent.                                                            |
| Blason de Cosne-Cours-sur-Loire | Détails | Présenté sur le site officiel de la commune. Le statut officiel du blason reste à déterminer. |

| Blason de Couloutre | Blason  | D'azur à la cotice d'argent côtoyée de deux bandes accolées d'or chargées chacune d'une bande de sable surchargée d'un château du second couvert en croupe, flanqué de deux tours couvertes du même, le tout ajouré aussi de sable posé à plomb, à la filière de gueules. |
| Blason de Couloutre | Détails | Le statut officiel du blason reste à déterminer. |

| Blason de Cours | Blason  | D'azur à la fasce d'or chargée à dextre d'un roc d'échiquier et à senestre d'une étoile, le tout de sable.                                                                              |
| Blason de Cours | Détails | Présenté dans le magazine Cosne @ctu. Blason historique : La commune a fusionné le 1er janvier 1973 avec la commune de Cosne-sur-Loire pour former la commune de Cosne-Cours-sur-Loire. |

Pas d'information pour les communes suivantes : La Celle-sur-Loire, La Celle-sur-Nièvre, Cervon, Cessy-les-Bois, Chalaux, Challement, Champallement, Champlemy, Champlin (Nièvre), Champvert, Chantenay-Saint-Imbert, Charrin, Chasnay, Châteauneuf-Val-de-Bargis, Châtin, Chaulgnes, Chaumard (Nièvre), Chaumot (Nièvre), Chazeuil (Nièvre), Chevannes-Changy, Chevenon, Chevroches, Chiddes (Nièvre), Chitry-les-Mines, Chougny, Cizely, La Collancelle, Colméry, Cossaye, Coulanges-lès-Nevers, Courcelles (Nièvre), Crux-la-Ville, Cuncy-lès-Varzy
- Haut – A
- B
- C
- D
- E
- F
- G
- H
- I
- J
- K
- L
- M
- N
- O
- P
- Q
- R
- S
- T
- U
- V
- W
- X
- Y
- Z

## D
| Blason de Dampierre-sous-Bouhy | Blason  | D'azur à la bande ondée d'argent accompagnée en chef d'une croisette d'or et en pointe d'un demi-vol du même posé en bande. |
| Blason de Dampierre-sous-Bouhy | Détails | Adopté en 2021. |

| Blason de Decize | Blason  | D'or au lion de sable armé et lampassé de gueules, à la bordure componée d'argent et de gueules. |
| Blason de Decize | Détails | Le statut officiel du blason reste à déterminer.                                                 |

| Blason de Donzy | Blason  | D'azur à trois pommes de pin d'or ; à la filière du même.                                                       |
| Blason de Donzy | Détails | Blason utilisé par la commune.                                                                                  |
| Blason de Donzy | Alias   | D'azur à onze billettes d'or ordonnées 3, 3, 3 et 2. Affranchie en 1199 par Hervé IV de Donzy, comte de Nevers. |

| Blason de Dornes | Blason  | Écartelé d'azur à la bande d'or frettée de gueules, et du même à trois rocs d'échiquier du second. |
| Blason de Dornes | Détails | Le statut officiel du blason reste à déterminer.                                                   |

Pas d'information pour les communes suivantes : Devay, Diennes-Aubigny, Dirol, Dommartin (Nièvre), Dompierre-sur-Nièvre, Dornecy, Druy-Parigny, Dun-les-Places, Dun-sur-Grandry
- Haut – A
- B
- C
- D
- E
- F
- G
- H
- I
- J
- K
- L
- M
- N
- O
- P
- Q
- R
- S
- T
- U
- V
- W
- X
- Y
- Z

## E
| Blason de Entrains-sur-Nohain | Blason  | D'argent à la feuille de chêne posée en barre, à la tour d'or maçonnée et ouverte de sable, posée sur une terrasse coupée d'azur et de tenné abaissée à dextre, la tour brochant sur la feuille. |
| Blason de Entrains-sur-Nohain | Détails | Le statut officiel du blason reste à déterminer. |

Pas d'information pour les communes suivantes : Empury,Epiry

## F
| Blason de Fourchambault | Blason  | D'azur au marteau-pilon d'argent posé sur une champagne de gueules, l'enclume sommée d'un lingot du même, ledit marteau-pilon accosté de deux lions affrontés d'or tenant chacun un flambeau du même allumé aussi de gueules sur la champagne chargée d'une divise ondée aussi d'argent soutenue d'une abeille volante aussi d'or. |
| Blason de Fourchambault | Détails | Le statut officiel du blason reste à déterminer. |

Pas d'information pour les communes suivantes : Fâchin, Fertrève, Fléty, Fleury-sur-Loire, Flez-Cuzy, Fours (Nièvre), Frasnay-Reugny

## G
| Blason de Guérigny | Blason  | D'or à deux ancres de sable passées en sautoir, au chêne terrassé au naturel brochant sur le tout. |
| Blason de Guérigny | Détails | Le statut officiel du blason reste à déterminer.                                                   |

Pas d'information pour les communes suivantes : Gâcogne, Garchizy, Garchy, Germenay, Germigny-sur-Loire, Gien-sur-Cure, Gimouille, Giry (Nièvre), Glux-en-Glenne, Gouloux, Grenois, Guipy
- Haut – A
- B
- C
- D
- E
- F
- G
- H
- I
- J
- K
- L
- M
- N
- O
- P
- Q
- R
- S
- T
- U
- V
- W
- X
- Y
- Z

## H
Pas d'information pour les communes suivantes : Héry (Nièvre)

## I
Pas d'information pour les communes suivantes : Imphy, Isenay

## J
Pas d'information pour les communes suivantes : Jailly

## L
| Blason de Langeron | Blason  | D'azur à trois étoiles d'or.                     |
| Blason de Langeron | Détails | Le statut officiel du blason reste à déterminer. |

| Blason de Lanty | Blason  | D'argent à la fasce de gueules, accompagnée de cinq merlettes du même ordonnées 3 et 2. |
| Blason de Lanty | Détails | Le statut officiel du blason reste à déterminer.                                        |

| Blason de Larochemillay | Blason  | Tiercé en pairle renversé: au 1 de sinople à un châtaignier d'or, au 2 d'or à deux clés de gueules passées en sautoir, au 3 d'azur à un château couvert et girouetté d'argent soutenu d'une divise ondée du même. |
| Blason de Larochemillay | Détails | Créé par JF Binon. Officiel, confirmé par Mairie. |

| Blason de Lormes | Blason  | D'or à un orme arraché de sinople.                                                                                             |
| Blason de Lormes | Détails | Affranchie en 1223 par Hugues III de Lormes. Armes parlantes (Lormes⇔L'orme). Le statut officiel du blason reste à déterminer. |

| Blason de Lucenay-lès-Aix | Blason  | Bandé d’or et d’azur à la bordure engrêlée de gueules (de la Nièvre); à un écusson d’argent à la fasce haussée d’azur chargée de trois poissons du champ posés en bande, surmontée de trois arbres d’or* alternant avec deux sapins de sinople, le tout rangé en fasce, soutenue du buste de Théodore de Banville du champ* vêtu d’azur accosté de deux branches de laurier de sinople posées en chevron renversé. |
| Blason de Lucenay-lès-Aix | Détails | * Il y a là non-respect de la règle de contrariété des couleurs : ces armes sont fautives (or sur argent et argent sur argent dans l'écusson). Le statut officiel du blason reste à déterminer. |

| Blason de Luzy | Blason  | De sable au chevron d'argent accompagné de trois étoiles d'or. |
| Blason de Luzy | Détails | La municipalité utilise d'autres émaux, nommément De Gueules au chevron d'azur accompagné de trois étoiles d'or. Ce blason est fautif cependant. Le statut officiel du blason reste à déterminer. |

Pas d'information pour les communes suivantes : Lamenay-sur-Loire, Lavault-de-Frétoy, Limanton, Limon (Nièvre), Livry (Nièvre), Lurcy-le-Bourg, Luthenay-Uxeloup, Lys (Nièvre)
- Haut – A
- B
- C
- D
- E
- F
- G
- H
- I
- J
- K
- L
- M
- N
- O
- P
- Q
- R
- S
- T
- U
- V
- W
- X
- Y
- Z

## M
| Blason de Machine (La) | Blason  | Taillé d'azur et sable ; à la barre d'or brochant sur la partition ; à deux feuilles de chêne de sinople passées en sautoir brochant sur le tout et à une lampe de mineur de sable brochant sur ces dernières ; le tout enfermé dans une bordure de tenné* chargée de douze feuilles de chêne de sinople. |
| Blason de Machine (La) | Détails | * Il y a là non-respect de la règle de contrariété des couleurs : ces armes sont fautives (sinople sur tenné). Le statut officiel du blason reste à déterminer. |

| Blason de Marche (La) | Blason  | D'azur semé de fleurs de lis d'or, à la barre de gueules brochante. |
| Blason de Marche (La) | Détails | Le statut officiel du blason reste à déterminer.                    |

| Blason de Marigny-sur-Yonne | Blason  | D'azur au lion d'or accompagné de huit coquilles du même ordonnées en orle. |
| Blason de Marigny-sur-Yonne | Détails | Le statut officiel du blason reste à déterminer.                            |

| Blason de Mars-sur-Allier | Blason  | De sinople à deux cotices ondées d'azur, bordées d'argent et abaissées, accompagnées en chef d'un bœuf (charolais) arrêté du même ; au franc-quartier de gueules chargé d'une épée basse d'argent garnie d'or posée en barre. |
| Blason de Mars-sur-Allier | Détails | Création Jean-François Binon, adoptée en 2021. |

| Blason de Marzy | Blason  | D'or à une grappe de raisin du même tigée et feuillée au naturel ; à la champagne d'azur chargée de six vaguelettes d'argent. |
| Blason de Marzy | Détails | Le statut officiel du blason reste à déterminer.                                                                              |

| Blason de Mhère | Blason  | Parti : au 1er coupé au I d'azur à une fleur de lys d'or, au II de sinople à trois glands d'or mal ordonnés, renversés, au 2d de gueules à deux vaches arrêtées d'or, l'une au-dessus de l'autre, celle de la pointe contournée. |
| Blason de Mhère | Détails | Le statut officiel du blason reste à déterminer. |

| Blason de Millay | Blason  | Tiercé en pairle renversé : au 1er d'or à une feuille de chêne de sinople posée en bande, au 2e de sinople à une tête de vache d'argent, au 3e de gueules à une croix de saint Maurice d'argent. |
| Blason de Millay | Détails | Adopté en janvier 2020. |

| Blason de Montsauche-les-Settons | Blason  | D'or au sanglier courant de sable, défendu et allumé de gueules, sur un mont de sinople. |
| Blason de Montsauche-les-Settons | Détails | Le statut officiel du blason reste à déterminer.                                         |

| Blason de Moulins-Engilbert | Blason  | De gueules à la croix ancrée d'or.                                     |
| Blason de Moulins-Engilbert | Détails | Affranchie vers 1388. Le statut officiel du blason reste à déterminer. |

| Blason de Moux-en-Morvan | Blason  | Écartelé : aux 1er et 4e d'azur semé de fleurs de lys d'or, à la bordure componée d’argent et de gueules, aux 2e et 3e bandé d'or et d'azur, à la bordure de gueules ; à un silex d'or, bordé d'un filet de gueules et chargé d'un sapin de sinople, brochant sur le tout. |
| Blason de Moux-en-Morvan | Détails | Le statut officiel du blason reste à déterminer. |

| Blason à dessiner | Blason  | D'azur à la barque contournée de gueules, la voile d'argent ferlée en bande, transportant quatre jarres de tenné et voguant sur une mer burelée ondée d'argent et de sable. |
| Blason à dessiner | Détails | Le statut officiel du blason reste à déterminer. |

Pas d'information pour les communes suivantes : Magny-Cours, Magny-Lormes, La Maison-Dieu, Marcy (Nièvre), Marigny-l'Église, Maux, Menestreau, Menou, Mesves-sur-Loire, Metz-le-Comte, Moissy-Moulinot, Monceaux-le-Comte, Mont-et-Marré, Montambert, Montapas, Montaron, Montenoison, Montigny-aux-Amognes, Montigny-en-Morvan, Montigny-sur-Canne, Montreuillon, Moraches, Mouron-sur-Yonne, Moussy, Murlin

## N
| Blason de Neuffontaines | Blason  | D'azur à la croix engrêlée d'argent, cantonnée au 2e d'une barre d'or, au 4e d'une bande du même, à la coquille au naturel brochant en cœur sur le tout.        |
| Blason de Neuffontaines | Détails | Armes de la famille Barbier de Vésigneux, qui donna des seigneurs de Vignes, aujourd'hui hameau de la commune. Le statut officiel du blason reste à déterminer. |

| Blason de Neuvy-sur-Loire | Blason  | De gueules à la grappe de raisin de sinople vrillée au naturel, accompagnée en chef de deux poteries d'or, les anses vers les flancs; au chef cousu d'azur* chargé d'une barque à la voile triangulaire d'or. |
| Blason de Neuvy-sur-Loire | Détails | * Ces armes emploient le terme « cousu » dans le seul but de contrevenir à la règle de contrariété des couleurs : elles sont fautives : azur sur gueules.                                                     |

| Blason de Nevers | Blason  | D'azur semé de billettes d'or au lion du même, armé et lampassé de gueules, brochant sur le tout.             |
| Blason de Nevers | Détails | Affranchie en 1231 par Guigues IV de Forez, comte de Nevers. Le statut officiel du blason reste à déterminer. |

Pas d'information pour les communes suivantes : Nannay, Narcy (Nièvre), Neuilly (Nièvre), Neuville-lès-Decize, La Nocle-Maulaix, Nolay (Nièvre)
- Haut – A
- B
- C
- D
- E
- F
- G
- H
- I
- J
- K
- L
- M
- N
- O
- P
- Q
- R
- S
- T
- U
- V
- W
- X
- Y
- Z

## O
Pas d'information pour les communes suivantes : Oisy (Nièvre), Onlay, Ouagne, Oudan, Ougny, Oulon, Ouroux-en-Morvan

## P
| Blason de Pazy | Blason  | Coupé ondé mi-parti en chef au 1 de gueules à un crosseron d'or, au 2 de sinople à une ancreversée d'or, au 3 d'argent à deux lions affrontés d'azur. |
| Blason de Pazy | Détails | Créé par JF Binon.Blason sur l'application PanneauPocket, 2023.                                                                                       |

| Blason à dessiner | Blason  | D'argent à deux barres d'azur, chacune chargée de trois étoiles d'or, accompagnée en abîme d'une étoile du même.                            |
| Blason à dessiner | Détails | * Il y a là non-respect de la règle de contrariété des couleurs : ces armes sont fautives. Le statut officiel du blason reste à déterminer. |

| Blason de Pougues-les-Eaux | Blason  | De sinople à la fontaine d'azur* jaillissante d'argent, rayonnante d'or, au chef cousu de France.                                                              |
| Blason de Pougues-les-Eaux | Détails | * Il y a là non-respect de la règle de contrariété des couleurs : ces armes sont fautives (azur sur sinople). Le statut officiel du blason reste à déterminer. |

| Blason de Pouilly-sur-Loire | Blason  | D'azur à trois bourses d'or accompagnées en chef d'une fleur de lys du même. |
| Blason de Pouilly-sur-Loire | Détails | Antérieur à 1332. Le statut officiel du blason reste à déterminer.           |

| Blason de Prémery | Blason  | De gueules à trois tours donjonnées de trois pièces d'or, au chef cousu de France ancien. |
| Blason de Prémery | Détails | Le statut officiel du blason reste à déterminer.                                          |

Pas d'information pour les communes suivantes : Parigny-la-Rose, Parigny-les-Vaux, Perroy (Nièvre), Planchez, Poil (Nièvre), Poiseux, Pouques-Lormes, Pousseaux, Préporché
- Haut – A
- B
- C
- D
- E
- F
- G
- H
- I
- J
- K
- L
- M
- N
- O
- P
- Q
- R
- S
- T
- U
- V
- W
- X
- Y
- Z

## R
Pas d'information pour les communes suivantes : Raveau (Nièvre), Rémilly (Nièvre), Rix (Nièvre), Rouy, Ruages

## S
| Blason de Saint-Amand-en-Puisaye | Blason  | De gueules à trois poissons d’argent nageant l’un sur l’autre, celui du milieu contourné, le tout soutenu d’une mer du même. |
| Blason de Saint-Amand-en-Puisaye | Détails | Le statut officiel du blason reste à déterminer.                                                                             |

| Blason de Saint-Andelain | Blason  | D'azur à l'église du lieu d'argent, ouverte et ajourée de sable, sur un mont d'argent chargé de trois burelles ondées du champ, surmontée de deux grappes de raisin d'or, chacune tigée et feuillée de deux pièces de sinople ; à la bordure engrêlée de vingt-trois festons cousue* de gueules.                                                                                        |
| Blason de Saint-Andelain | Détails | * Ces armes emploient le terme « cousu » dans le seul but de contrevenir à la règle de contrariété des couleurs : elles sont fautives : gueules sur azur. Les raisins évoque le vignoble de Pouilly-sur-Loire, les vingt-trois festons évoque le fait que Saint-Andelain était connu pour être le bourg d'où l'on apercevait vingt-trois clochers. Création Mado Batt, adoptée en 1996. |

| Blason de Saint-Benin-d'Azy | Blason  | Losangé de gueules et d'argent.                  |
| Blason de Saint-Benin-d'Azy | Détails | Le statut officiel du blason reste à déterminer. |

| Blason de Saint-Germain-des-Bois | Blason  | Coupé ondé : au 1er parti au I de sinople à une volute de crosse d'or, au II d'argent à un dragon de gueules, au 2d d'azur à un épi de blé d'or accosté de deux coquilles du même. |
| Blason de Saint-Germain-des-Bois | Détails | Le statut officiel du blason reste à déterminer. |

| Blason de Saint-Honoré-les-Bains | Blason  | Parti de sinople au symbole alchimique du soufre d'or, et d'argent au symbole alchimique de l'arsenic de sable ; le tout surmonté d'un chef bandé d'azur et d'or, à la bordure de gueules (de Bourgogne ancien). |
| Blason de Saint-Honoré-les-Bains | Détails | Le statut officiel du blason reste à déterminer. |

| Blason de Saint-Laurent-l'Abbaye | Blason  | De gueules à un crosseron d'abbé d'argent accosté en pointe des lettres S et L d'or (au comble d'argent chargé de l'inscription « St LAURENT L'ABBAYE » de sable). |
| Blason de Saint-Laurent-l'Abbaye | Détails | Le statut officiel du blason reste à déterminer. |

| Blason de Saint-Léger-de-Fougeret | Blason  | D'argent à une plante de fougère arrachée de sinople ; au chef bandé d'or et d'azur et à la bordure de gueules (de Bourgogne ancien). Devise« Dresse oreilles toujours ». |
| Blason de Saint-Léger-de-Fougeret | Détails | Armes parlantes. Le statut officiel du blason reste à déterminer. |

| Blason de Saint-Pierre-le-Moûtier | Blason  | De gueules à l'église d'argent soutenue d'une clef double du même posée en fasce en pointe, au chef cousu de France. |
| Blason de Saint-Pierre-le-Moûtier | Détails | Antérieure à 1332. Le statut officiel du blason reste à déterminer.                                                  |

| Blason de Saint-Révérien | Blason  | D'argent à un mur de pierre au naturel, éboulé à senestre, surmonté au point du chef d'une étoile à huit branches d'or* et en flancs de deux abeilles (mouches) de sable. DeviseRévère qui te relève                          |
| Blason de Saint-Révérien | Détails | * Il y a là non-respect de la règle de contrariété des couleurs : ces armes sont fautives (or sur argent). Blason retrouvé sur un fanion brodé, dont les couleurs ont passé. Le statut officiel du blason reste à déterminer. |

| Blason de Saint-Seine | Blason  | Palé d'or et de gueules.                         |
| Blason de Saint-Seine | Détails | Le statut officiel du blason reste à déterminer. |

| Blason de Saint-Vérain | Blason  | De gueules à la croix d'argent. |
| Blason de Saint-Vérain | Détails | Blason utilisé par la commune.  |

| Blason de Savigny-Poil-Fol | Blason  | D'azur au lion léopardé d'or lampassé de gueules, mantelé d'argent à la croisette de gueules accostée de deux arbres arrachés de sinople. |
| Blason de Savigny-Poil-Fol | Détails | Le statut officiel du blason reste à déterminer.                                                                                          |

| Blason de Sermoise-sur-Loire | Blason  | Écartelé : au 1er de sable à une barque avec un rameur contourné d'argent, soutenue de deux divises échancrées et alésées du même, au 2e d'azur à trois arbres de sinople*, sur une terrasse isolée du même* et fruités chacun de trois pièces d'or, au 3e coupé échancré au I d'azur et au II de sable à trois divises échancrées d'argent, à une touffe de trois roseaux à massette d'or brochant sur le tout, au 4e de gueules à un lion regardant d'or . |
| Blason de Sermoise-sur-Loire | Détails | * Il y a là non-respect de la règle de contrariété des couleurs : ces armes sont fautives (sinople sur azur). Le statut officiel du blason reste à déterminer. |

| Blason de Suilly-la-Tour | Blason  | D'or à trois bandes d'azur, chaque bande chargée d'une fleur de lys d'or, deux en chef une en pointe, au clocher du lieu d'argent brochant ; à la bordure réduite componée d'argent et de gueules. |
| Blason de Suilly-la-Tour | Détails | Le statut officiel du blason reste à déterminer. |

Pas d'information pour les communes suivantes : Saincaize-Meauce, Saint-Agnan (Nièvre), Saint-André-en-Morvan, Saint-Aubin-des-Chaumes, Saint-Aubin-les-Forges, Saint-Benin-des-Bois, Saint-Bonnot, Saint-Brisson, Saint-Didier (Nièvre), Saint-Éloi (Nièvre), Saint-Firmin (Nièvre), Saint-Franchy, Saint-Germain-Chassenay, Saint-Gratien-Savigny, Saint-Hilaire-en-Morvan, Saint-Hilaire-Fontaine, Saint-Jean-aux-Amognes, Saint-Léger-des-Vignes, Saint-Loup-des-Bois, Saint-Malo-en-Donziois, Saint-Martin-d'Heuille, Saint-Martin-du-Puy (Nièvre), Saint-Martin-sur-Nohain, Saint-Maurice (Nièvre), Saint-Ouen-sur-Loire, Saint-Parize-en-Viry, Saint-Parize-le-Châtel, Saint-Père (Nièvre), Saint-Péreuse, Saint-Pierre-du-Mont (Nièvre), Saint-Quentin-sur-Nohain, Saint-Saulge, Sainte-Colombe-des-Bois, Sainte-Marie (Nièvre), Saint-Sulpice (Nièvre), Saizy, Sardy-lès-Épiry, Sauvigny-les-Bois, Saxi-Bourdon, Sémelay, Sermages, Sichamps, Sougy-sur-Loire, Surgy
- Haut – A
- B
- C
- D
- E
- F
- G
- H
- I
- J
- K
- L
- M
- N
- O
- P
- Q
- R
- S
- T
- U
- V
- W
- X
- Y
- Z

## T
| Blason de Tannay | Blason  | De gueules chevronné de quatre pièces d'or.      |
| Blason de Tannay | Détails | Le statut officiel du blason reste à déterminer. |

| Blason de Ternant | Blason  | Échiqueté d'or et de gueules.                                                              |
| Blason de Ternant | Détails | Armoiries de Philippe de Ternant, chambellan de Philippe le Bon, duc de Bourgogne en 1430. |

| Blason de Thianges | Blason  | D'argent à trois tiercefeuilles de gueules.      |
| Blason de Thianges | Détails | Le statut officiel du blason reste à déterminer. |

| Blason de Tresnay | Blason  | De sinople à la fasce vivrée accompagnée de trois fermaux rangés en chef, et d'un bœuf en pointe, le tout d'argent. |
| Blason de Tresnay | Détails | Le statut officiel du blason reste à déterminer.                                                                    |

Pas d'information pour les communes suivantes : Taconnay, Talon (Nièvre), Tamnay-en-Bazois, Tazilly, Teigny, Thaix, Tintury, Toury-Lurcy, Toury-sur-Jour, Tracy-sur-Loire, Trois-Vèvres, Tronsanges, Trucy-l'Orgueilleux
- Haut – A
- B
- C
- D
- E
- F
- G
- H
- I
- J
- K
- L
- M
- N
- O
- P
- Q
- R
- S
- T
- U
- V
- W
- X
- Y
- Z

## U
Pas d'information pour les communes suivantes : Urzy

## V
| Blason de Varennes-Vauzelles | Blason  | De sinople à une main senestre d'argent tenant un flambeau du même allumé de gueules posé en barre, le tout encadré par une couronne d'engrenage d'argent dentée à l'intérieur, rompue au quartier senestre laissant passer le flambeau, cantonnée à dextre de deux lettres V capitales d'argent, l'une sur l'autre, celle du dessous ayant la branche dextre plus courte et dans le prolongement de la branche dextre du V du dessus ; à la filière cousue* de gueules. |
| Blason de Varennes-Vauzelles | Détails | * Ces armes emploient le terme « cousu » dans le seul but de contrevenir à la règle de contrariété des couleurs : elles sont fautives : filière de gueules sur sinople. Le statut officiel du blason reste à déterminer. |

| Blason de Varzy | Blason  | D'azur à deux clefs passées en sautoir, l'une d'or et l'autre d'argent, à la filière aussi d'or.                                                                         |
| Blason de Varzy | Détails | Le blasonnement ci dessus n'indique pas d'ordre dans la coloration des clés : les deux possibilités sont donc valables. Le statut officiel du blason reste à déterminer. |

| Blason de Villiers-sur-Yonne | Blason  | De gueules au lion d'hermine.                    |
| Blason de Villiers-sur-Yonne | Détails | Le statut officiel du blason reste à déterminer. |

Pas d'information pour les communes suivantes : Vandenesse, Varennes-lès-Narcy, Vauclaix, Vaux d'Amognes, Verneuil (Nièvre), Vielmanay, Vignol, Villapourçon, Ville-Langy, Villiers-le-Sec (Nièvre), Vitry-Laché

## Sources
- OLDJP - « La banque du blason 2 » : site héraldique sur les communes, collectivités et provinces historiques françaises
- GeoTree : divisions administratives par pays
- Pierre Larousse, « Larousse universel en 2 volumes : nouveau dictionnaire encyclopédique », sur Gallica (Bibliothèque nationale de France), Éd. Larousse, Paris, 1922